# Lienz
Lienz – średniowieczne miasto powiatowe w Austrii, w kraju związkowym Tyrol, siedziba powiatu Lienz, zajmującego cały Tyrol Wschodni. Miasto położone jest u zbiegu rzek Drawy oraz Isel, na trójstyku trzech pasm Villgratner Berge, Schobergruppe i Alp Gailtalskich.

## Historia
Obszar Lienzu został zasiedlony około 2000 lat przed narodzeniem Chrystusa, w epoce brązu. Celtowie żyli na tym terenie od 300 p.n.e., a w 15 p.n.e. weszli pod panowanie Rzymu. Lienz został wtedy wcielony do prowincji Noricum, a cesarz Klaudiusz wybudował w pobliżu Lienz municypium zwane Aguntum, położone na terenie obecnego Dölsach. W piątym wieku Aguntum stało się stolicą biskupstwa, ale utraciło je około 600 roku z powodu osiedlenia się na tych terenach Słowian.
Pierwsza pisemna wzmianka o Lienzu pochodzi z 1030 r., kiedy to został wymieniony jako część patriarchatu Akwilei. Następnie został nabyty przez Gorycjów, którzy wybrali go na swoją rezydencję. Prawa miejskie Lienz otrzymał 25 lutego 1242 roku. W 1278 r. zakończono budowę zamku Bruck, gdzie Gorycjowie mieli swoją siedzibę do 1500 roku. Gdy wygasła dynastia Gorycjów, całe ich dobra zostały przekazane Maksymilianowi I Habsburgowi, a Lienz został wcielony do Tyrolu.
Po I wojnie światowej południowa część Tyrolu została przyznana Włochom. Okolice Lienz, czyli Tyrol Wschodni, stały się eksklawą, bez połączenia z główną częścią austriackiego Tyrolu ze stolicą w Innsbrucku. Po aneksji Austrii w 1938 r. przez III Rzeszę powiat Lienz został wcielony do kraju związkowego Karyntia. Od 8 maja 1945 roku Lienz wraz z Karyntią i Styrią znalazł się w brytyjskiej strefie okupacyjnej. 15 maja 1955 roku Lienz stał się częścią wolnej Austrii.

## Współpraca
Miejscowości partnerskie:
- Gorycja, Włochy
- Jackson, Stany Zjednoczone
- Selçuk, Turcja